# Desa Pondokcabe Udik
Desa Pondokcabe Udik är en administrativ by i Indonesien.   Den ligger i provinsen Banten, i den västra delen av landet, 18 km sydväst om huvudstaden Jakarta.